# Caritas-Klinik St. Anna Berlin-Charlottenburg
Die Caritas-Klinik St. Anna Berlin-Charlottenburg, ehemals Malteser-Krankenhaus Berlin-Charlottenburg, ist eine Fachklinik für Geriatrie in der Pillkaller Allee 1 im Ortsteil Westend des Berliner Bezirks Charlottenburg-Wilmersdorf.

## Medizinische Abteilungen und Leistungskennzahlen
Das Krankenhaus bestand im Jahr 2020 aus zwei Fachabteilungen mit 107 Betten, davon 63 in der Geriatrie und 44 in der Inneren Medizin. 10 der geriatrischen Betten waren teilstationär belegt.
Zu den Tätigkeitsschwerpunkten gehören neben Herz-Kreislauf-Erkrankungen die Behandlung im Anschluss an chirurgische Eingriffe und internistische Erkrankungen, die Nachsorge bei Schlaganfällen und die Behandlung diabetischer Folgeschäden. Fünf Betten sind speziell auf die Bedürfnisse von Palliativpatienten ausgelegt.
In der Caritas-Klinik St. Anna Berlin-Charlottenburg wurden in den 2020er Jahren jährlich etwa 2000 Patienten behandelt. Es wurde in den Krankenhausplan des Landes Berlin aufgenommen und akademisches Lehrkrankenhaus der Charité. Träger des Krankenhauses ist Caritas Gesundheit Berlin gGmbH.
Das Krankenhaus hat 122 Beschäftigte, davon 15 Ärzte und 60 Pflegekräfte. Es verfügt über 56 Zimmer, darunter 15 Einzelzimmer (Stand: 2021).
Dem Krankenhaus ist das 2006 eröffnete Seniorenpflegeheim „Haus Malta“ mit 51 Plätzen angeschlossen.

## Geschichte
Zu Beginn der 1960er Jahre wurde in Berlin die Errichtung einer Klinik für chronisch und langfristig Erkrankte in katholischer Trägerschaft geplant. Gründungsgedanke war es, ältere Patienten zu versorgen, deren spezielle Alterserkrankungen die Zusammenarbeit vieler Berufsgruppen und langwierige Behandlungsverfahren notwendig machen. Planung und Baudurchführung standen unter Leitung des Architekten Hans-Bertram Lewicki. Das fünfgeschossige Bettenhaus wurde in Stahlbetonskelettbauweise errichtet, es ist von zweigeschossigen Vorbauten für Wirtschafts- und Verwaltungsräume umgeben.  Nach 2½jähriger Bauzeit wurde das Malteser-Krankenhaus am 12. November 1966 durch Kardinal Bengsch eingeweiht. Erster Chefarzt wurde Josef Böger, Gerontologe und Facharzt für Innere Medizin.
Das Haus hatte zunächst 93 Betten für chronisch Kranke und 67 Betten für die Rehabilitation von Langzeitkranken. 1984 entstand ein erster Erweiterungsbau, 1995 wurde eine Palliativeinheit mit fünf Betten eröffnet. Mit Einführung der Pflegeversicherung wurde 1996 die Chronikerabteilung geschlossen und die Räumlichkeiten in ein Seniorenpflegeheim mit 36 Plätzen umgewidmet.
Im Jahr 2015 wurde in einem Erweiterungsbau eine Tagesklinik eröffnet.
Im November 2023 wurde das ehemalige Malteser-Krankenhaus in Caritas-Klinik St. Anna Berlin-Charlottenburg umbenannt. Bis zu diesem Zeitpunkt war das Malteser-Werk Berlin e.V. der Träger des Krankenhauses; seitdem ist es die Caritas Gesundheit Berlin gGmbH.